# Templo de Castor e Pólux (Campo de Marte)
Templo Castor no Circo Flamínio (em latim: Aedes Castoris in Circo Flaminio) era um templo da Roma Antiga dedicado a Castor e Pólux localizado perto do Circo Flamínio, na região sul do Campo de Marte.
Este templo foi citado por Vitrúvio como exemplo de uma tipologia única, a mesma do Templo de Atenas Políade, na Acrópole de Atenas, e o Templo de Atena Suníade em Cabo Sunião.

## Descrição
Este templo tinha pronau e cela retangulares transversais. Outros exemplos em Roma deste tipo em Roma eram o Templo da Concórdia, no Fórum Romano, e o Templo de Júpiter Capitolino, no Capitólio. A pronau contava com seis colunas na frente e 3 nas laterais. A cela era iluminada por janelas.

## História
A data de dedicação deste templo foi 13 de agosto.
Depois das escavações arqueológicas de 2006, foram identificadas três fases distintas de construção: a primeira no século II a.C., a segunda na época de Domiciano-Trajano e a terceira já no final da antiguidade (século IV). Nesta época, o templo foi abandonado e terminou sendo demolido na Idade Média.

## Localização
A fundação deste templo foi descoberta e escavada em 2006 na Piazza delle Cinque Scole, na área do antigo Gueto de Roma.
Ele aparece representado também na planta marmórea da Via Anicia.

## Planimetria
| Planimetria do Campo de Marte meridional |
| --- |
| Tibre Navália Circo Flamínio Teatro de Marcelo T. de DianaC T. da Piedade T. de Jano T. de Juno T. de Spes Templo de Belona Templo de Apolo Sosiano Templo de Júpiter Estator Templo de Juno Regina Pórtico de Otávia Portico de Filipo T. de Hércules Portico de Otávio Teatro de Balbo Cripta de Balbo Portico de Minúcio T. das Ninfas Diribitório T. de Juturna T. da Fortuna T. de Ferônia T. dos Lares Permarinos Cúria de Pompeu Portico de Pompeu Teatro de Pompeu Templo da Vênus Victrix Templo de Marte Santuário de Hércules Grande Vigia Templo de Castor e Pólux Ponte Fabrício Ilha Tiberina Pórtico dos Máximos T. de Netuno Pórtico dos Deuses Vila Pública Hecatostilo T. da Fortuna Equestre Anfiteatro de Estacílio Tauro (?) |